# لويس هنري بورنس
لويس هنري بورنس (بالإنجليزية: Louis Henry Burns)‏ هو محامي وقاضي أمريكي، ولد في 11 مايو 1878، وتوفي في 9 يونيو 1928.